# Circus Knie

Das Logo des Circus Knie

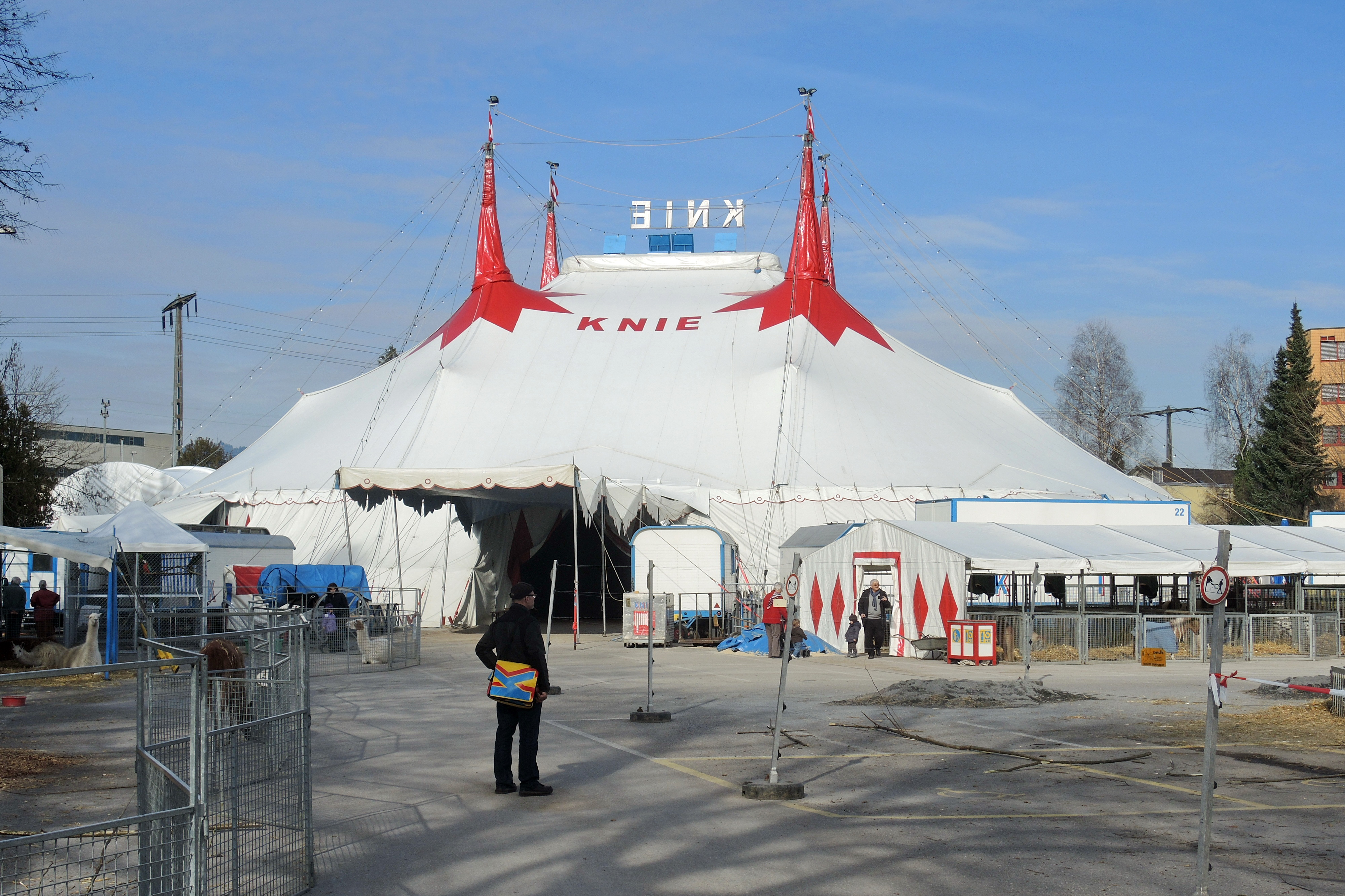
Circus Knie in Rapperswil, 2013

Der Circus Knie ist ein Schweizer Zirkus. Die Gründer haben ihre Wurzeln in der österreichischen Zirkus-Dynastie Knie.
Die Gründer des deutschen Zirkus Charles Knie und der österreichischen Zirkusse Circus Louis Knie und Circus Louis Knie junior entstammen ebenfalls der Knie-Dynastie.

## Geschichte
Friedrich Knie (sen.) war in der Habsburgermonarchie Leibarzt der Kaiserin Maria Theresia. 1784 wurde sein Sohn Friedrich in Erfurt geboren.

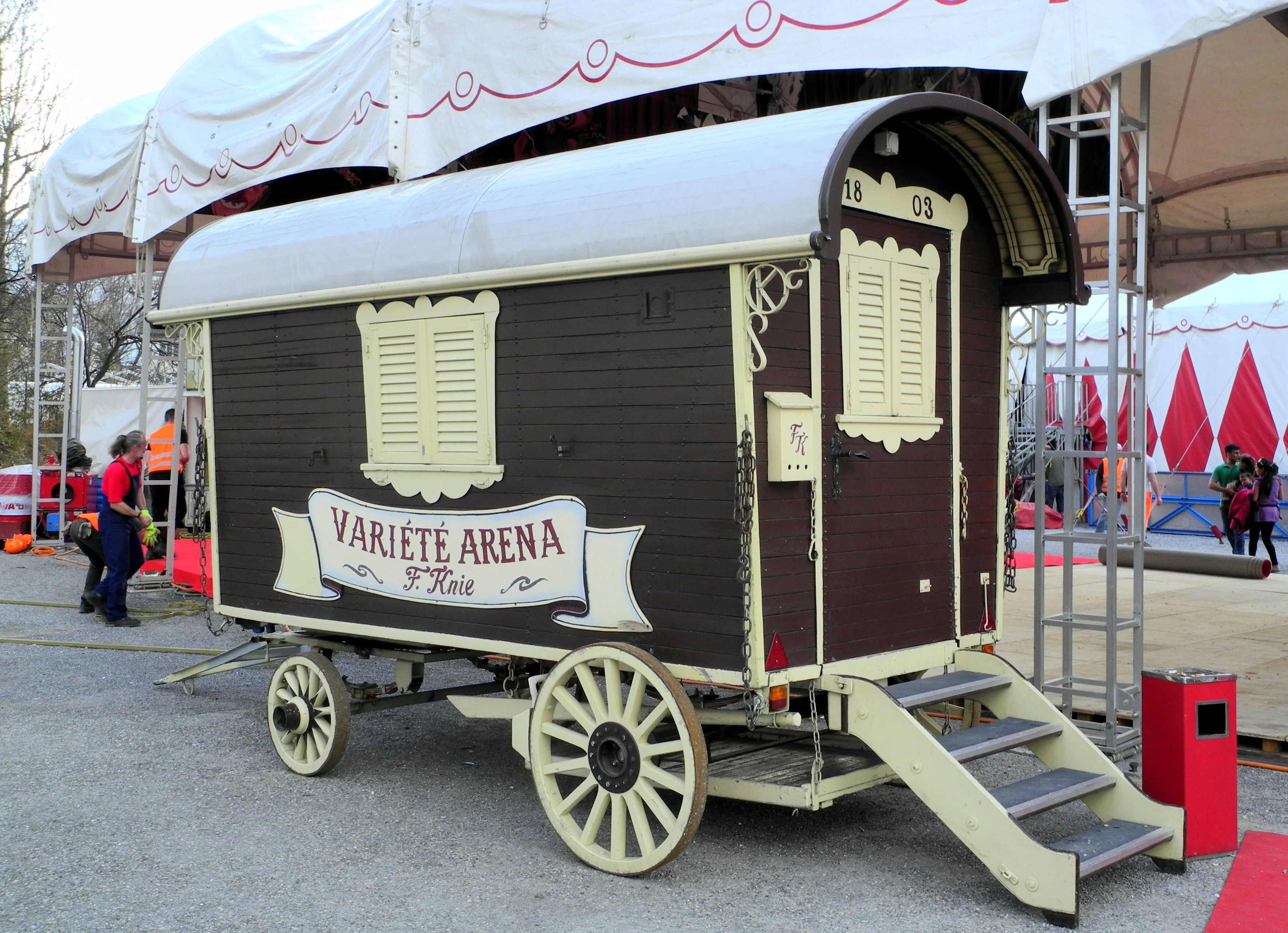
Circus-Wagen in Anspielung auf die Gründungszeit, Bild von 2012

Friedrich Knie (1784–1850) gilt als Begründer der Circus-Dynastie Knie. Friedrich wollte wie sein Vater Arzt werden. 1803 brach er jedoch sein Medizinstudium ab. Die Darbietungen einer Kunstreitertruppe, im Besonderen die der jungen Wilma, begeisterten ihn so sehr, dass er beschloss, mit der Truppe mitzuziehen. Die Liebschaft hielt nicht lange an, doch Friedrich gefiel das Artistenleben. So gründete er 1806 mit Akrobaten und eigenen Pferden ein eigenständiges Seiltänzer- und Künstlerunternehmen. Unter dem Namen Wiener Seiltänzertruppe gastierten sie mit ihrer ungedeckten Arena in den Ländern der Donaumonarchie, Bayern, Baden und Preussen. Er erhielt viel Zuspruch und Anerkennung von Königen und Fürsten für seine Darbietungen und wurde berühmt. In Innsbruck lernte er 1807 Antonia Stauffer (1786–1833) kennen, die er im gleichen Jahr heiratete. Ab 1814 traten die Knies regelmässig in der Schweiz auf. Nach dem Tod von Friedrich Knie im Jahre 1850 in Burgdorf (Schweiz) übernahm von ihren fünf Kindern Karl Knie (1813–1860) die Leitung.

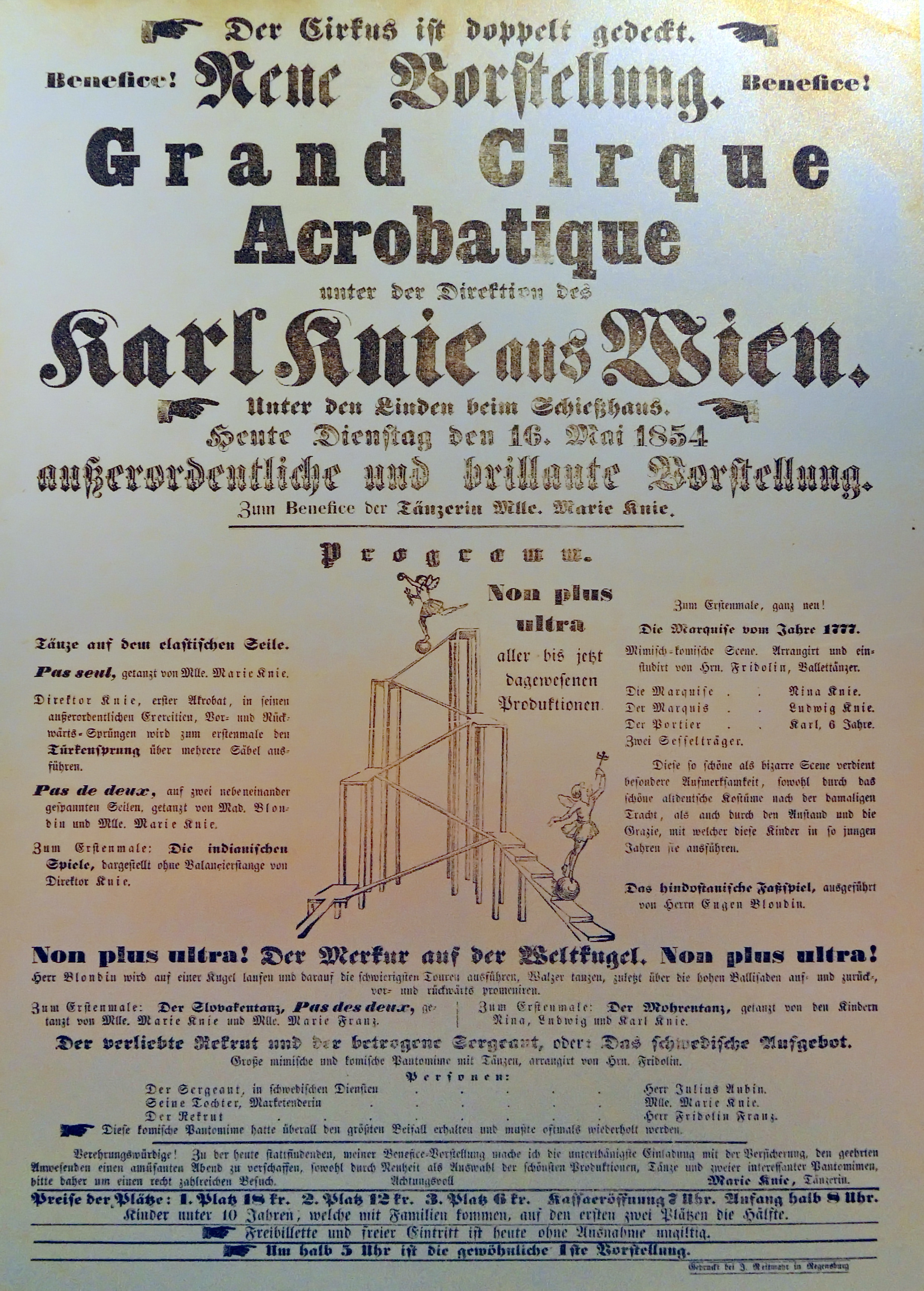
Anschlagzettel anlässlich eines Auftritts in Berlin, 16. Mai 1854

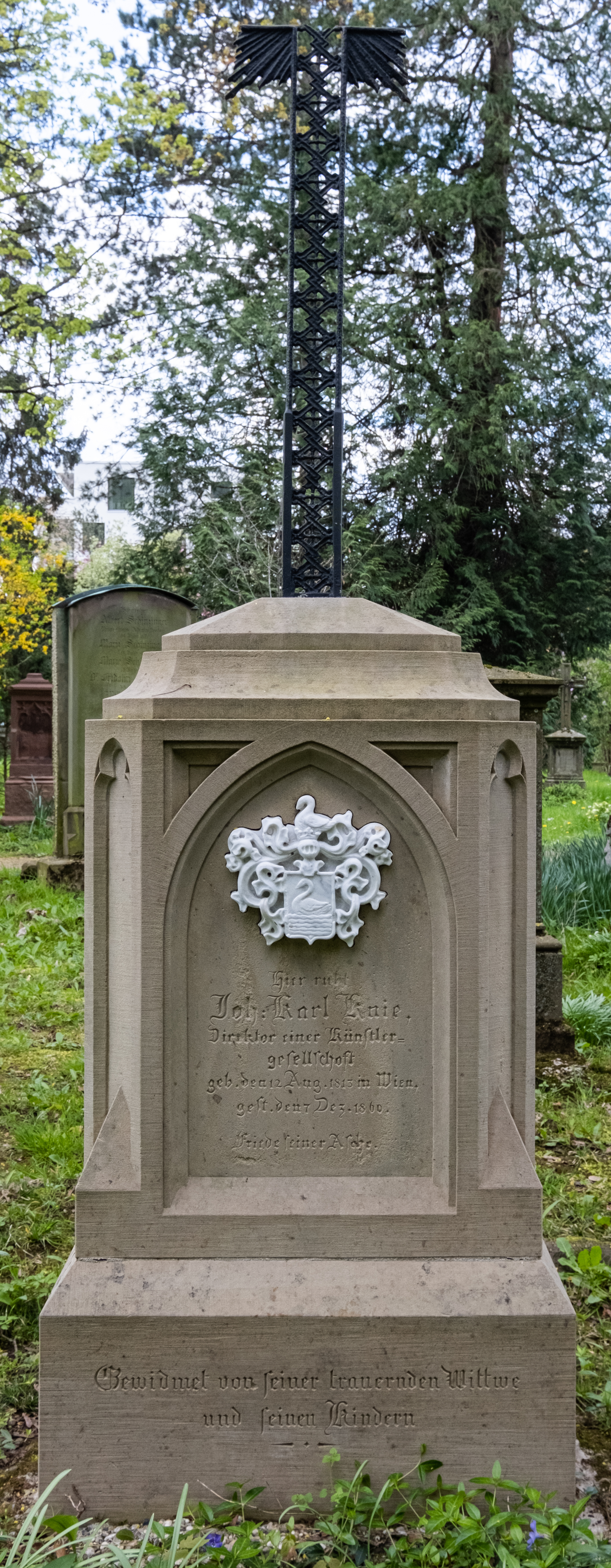
Grabstein von Karl Knie auf dem Alten Friedhof in Freiburg

Karl Knie war mit Anastasia Maria Staudinger (1808–1881) verheiratet. Sie hatten sieben Kinder, die bereits die dritte Generation bildeten und schon alle längst im Circus eingebunden waren. Karl Knie war als Seiltänzer und als „erster Akrobat Europas“ bekannt. Sohn Ludwig eiferte dem Vater nach und wurde ebenfalls ein grosser Seiltänzer. Während eines Aufenthaltes im Jahre 1860 in Freiburg im Breisgau verstarb der Vater Karl. Anastasia Knie übernahm die Leitung.

### Deutsch-Französischer Krieg 1870 bis 1871
Zur Zeit des Deutsch-Französischen Kriegs musste die Familie Knie ihre Arena auflösen. 1872 zog Mutter Anastasia nach Bern, wo sie 1881 starb.

Arena-Knie in Neustadt in der Pfalz, 1904

Sohn Ludwig Knie (1842–1909) heiratete Marie Heim (1858–1936). Durch harte Arbeit und eisernes Sparen gelang es den beiden, die Arena wieder aufzubauen. Bereits ab vier Jahren waren ihre Söhne Louis (1880–1949), Friedrich (1884–1941), Rudolf (1885–1933), Karl (1888–1940) und Eugen (1890–1955) in der Arena anzutreffen. 1896 nahm Ludwig die vierjährige Nina Zutter in seine Familie auf. Der älteste Sohn Louis verliess die Familie und gründete eine eigene Arena in Deutschland. Er war oft und gerne mit seiner Truppe für Vorstellungen in der Schweiz. So stellte der gebürtige Wiener den Antrag auf Erteilung des Schweizer Bürgerbriefs. Am 26. Dezember 1900 wurde er mit seiner Frau und den fünf Kindern in die Gemeinde Gerlikon-Gachnang im Kanton Thurgau eingebürgert. So wanderte die dritte mit der vierten Generation der Artistenfamilie Knie in die Schweiz aus. 1907 meldete sich Ludwig Knie in Rapperswil offiziell an. Mit Anneli Simon (*1905–†?) kam noch ein Pflegekind zur Familie Knie. Nach Ludwig Knies Tod im Jahre 1909 übernahm seine Frau die Leitung des Arena-Betriebs.

### Erster Weltkrieg 1914 bis 1918
In der Zeit des Ersten Weltkriegs waren Gastspiele im Ausland und eine Ausdehnung des Betriebes nicht möglich. Nach Kriegsende wollten die vier Söhne Friedrich, Rudolf, Karl und Eugen Knie den längst gehegten Wunsch, die Arena in einen Zeltzirkus umzuwandeln in die Tat umsetzen. Mutter Marie Knie verweigerte jegliche finanzielle Unterstützung zu diesem «grössenwahnsinnigen» Vorhaben. So mussten die Söhne eines ihrer Grundprinzipien brechen und kauften ein 2'500 Personen fassendes Zweimasten-Zelt auf Kredit. An der Eröffnungsvorstellung am 14. Juni 1919 auf der Schützenmatte in Bern stand über dem Eingang: Cirque Variété National Suisse Frères Knie. Der Schweizer National-Circus Gebrüder Knie war gegründet. Der Erfolg war beträchtlich, das Publikum wollte den neuen Circus und die Attraktionen sehen. So konnte bereits nach wenigen Monaten das geliehene Geld zurückbezahlt werden. Noch im gleichen Jahr errichteten die Knies das erste ständige Winterquartier in Rapperswil am Zürichsee, wo in der Zeit ohne Aufführungen Tierdressuren und andere Programmnummern eingeübt wurden.
Mit Friedrich (genannt Fredy) (1920–2003) und Rudolf (genannt Rolf) (1921–1997), den Söhnen aus der Ehe von Friedrich und Margrit Lippuner, sowie Eliane (1915–2000) der Tochter aus der Ehe von Eugen und Hélène Zeller, stand bereits die fünfte Generation wie gewohnt schon ab vier Jahren in der Manege.
1926 waren bereits 42 Eisenbahnwagen erforderlich, um die über 80 Circus-Knie-eigenen Fahrzeuge von einem Veranstaltungsort zum nächsten zu transportieren. 1929 erhielt Fredy Knie sein erstes eigenes Pferd. Schon bald machte er sich im In- und Ausland einen Namen als «jüngster Schulreiter der Welt».
Nach Rudolf Knies Tod 1933 wurde auf Karl Knies Vorschlag, mit Zustimmung von Eugen und gegen den Willen von Friedrich, 1934 das Familienunternehmen in eine Aktiengesellschaft umgewandelt. Friedrich Knie war verärgert; Karl Knie bestimmte nun hauptsächlich den Kurs. Noch 1934 mietete er vom deutschen Circus Busch eine Wasserpantomime, diese war ein Erfolg. 1935 verpflichtete Karl Knie eine 50 Artisten starke indische Truppe für eine Show. Da das Publikum ausblieb, entstand ein finanzielles Fiasko. Nur durch Einlagen aus dem Privatvermögen von Friedrich Knie konnte die drohende Pleite verhindert werden. 1937 zog sich Friedrich Knie aus der Manege zurück. Sohn Fredy Knie hatte die Dressur der Pferde längst übernommen.

### Zweiter Weltkrieg 1939 bis 1945
1940 nahm sich Karl Knie das Leben. Er hatte unter starken Depressionen gelitten. Auch Friedrich Knies physische Gesundheit war angeschlagen. Beim Tourneestart im März 1941 ging er nicht mehr mit. Er starb am 27. April 1941. Seine Söhne Fredy und Rolf in der fünften Generation übernahmen die Leitung des Unternehmens.
Das Militär requirierte einige Zirkuspferde. Der deutsche Botschafter in Bern setzte sich für den Circus ein. Dank seiner Bemühungen konnten wieder Artisten aus dem Ausland engagiert werden. Die Knies wurden aber verpflichtet, ein Gastspiel mit ihren Tieren in Berlin zu geben. Fredy und Rolf Knie reisten mit Pferden und Elefanten im Winter 1943 nach Berlin. Alle überstanden das Bombardement von Berlin unbeschadet.

### Nachkriegszeit
In den Jahren nach dem Zweiten Weltkrieg war es für den Circus Knie ein Leichtes, die besten Artisten zu verpflichten. Gerne arbeiteten diese in der unversehrten Schweiz. Im Herbst 1945 heiratete Fredy (sen.) Pierrette Dubois (1921–2013). 1946 kam Fredy junior und 1949 der Sohn Rolf zur Welt. Sie stellten die sechste Generation dar. Cousine Eliane Knie heiratete Jacky Lupescu (1919–2012), sie verliess 1959 das Unternehmen. Ihr Sohn Charles Knie (* 1947) gründete 1995 in Deutschland den Zirkus Charles Knie.
Rolf Knie (sen.) heiratete 1950 Tina di Giovanni (1921–2011). 1951 wurde Sohn Louis und 1954 Sohn Franco geboren. Wie üblich stand der Nachwuchs schon früh in der Manege. Mit vier Jahren ritt Fredy Knie junior in Antwerpen vor Publikum und ging im folgenden Jahr mit auf Schweizer Tournee. 1955 gab Louis Knie sein Debüt als «jüngster Elefantendresseur der Welt».
Südlich des Bahnhofs von Rapperswil bezog der Circus 1956 sein neues Winterquartier. Rolf Knie senior führte 1969 seine Elefanten zum letzten Mal selber vor. Nach Abschluss der Tournee zog er sich von der Manege zurück. Anfang der 1970er Jahre lebten für kurze Zeit vier Knie-Generationen im Circus. 1972 heiratete Fredy junior Mary-José Galland (* 1948). 1973 wurde mit Tochter Géraldine Katharina Knie die siebente Generation begründet.
Louis Knie heiratete Ende 1973 die amerikanische Kunstrad-Artistin Germaine Theron (* 1948). 1974 wurde ihr Sohn Louis junior geboren. Franco Knie heiratete in erster Ehe Doris Agostini (* 1941). 1978 wurde Sohn Franco junior und 1980 Tochter Doris Désirée geboren. Aus seiner zweiten Ehe mit Claudine Rey (* 1949) stammt Sohn Anthony (* 1989) und aus seiner dritten Ehe mit Claudia Uez (* 1967) die Zwillinge Nina Maria Dora und Timothy Charles (* 2009).
1975 heiratete Rolf Knie (* 1949) Erica Brosi (1948–2010). Ihr Sohn Grégory-Frédéric erblickte 1977 das Licht der Welt. Als Sechsjähriger feierte er seinen ersten Auftritt im Circus als «Peter Pan» mit einer eigenen Ponydressur. Nach der Scheidung seiner Eltern im Jahre 1983 verliess Grégory die Schweiz. Auch Vater Rolf Knie, der als Clown bei Jung und Alt beliebt war, verliess 1983 den Circus. Zuerst versuchte er sich als Bühnenkünstler, bis er sich dann für sein Hobby die Malerei entschied.
Ende 1992 zogen sich die Brüder Fredy Knie senior im Alter von 72 und Rolf Knie senior von 71 Jahren aus den Geschäften zurück. Sie übergaben die Leitung an ihre Söhne. So wurden Franz Knie (genannt Franco Knie sen.) Verwaltungsrats-Präsident und Technischer Direktor, Fredy Knie jun. Artistischer Direktor, und als Finanzchef wurde Richard Schärer eingesetzt. Das Unternehmen nannte sich nun Schweizer National-Circus. Zum selben Zeitpunkt gab Fredy Knie senior seinen Abschied von der Manege, in der er über 51 Jahre als «Grand-Seigneur der Pferdedressur» jede Vorstellung bestritt.
Aufgrund eines Streits im Kreise der Verwandtschaft verliess Ende 1993 Louis Knie, mit seiner Frau Germaine und Sohn Louis, den Familienbetrieb. Er wanderte nach Österreich aus und kauft den Österreichischen Nationalcircus von Elfi Althoff-Jacobi. Nach langer Krankheit starb 1997 Rolf Knie senior. Ein Jahr später blieb sein Bruder Fredy Knie senior nach einem Hirnschlag halbseitig gelähmt. Erica Sigel (* 1944), seine zweite Frau, pflegte ihn bis zu seinem Tod mit 83 Jahren im Jahre 2003.
Der mit seinen Eltern nach Österreich ausgewanderte Louis Knie junior (* 1974) und seine Frau Gipsy de Rocchi (* 1975) haben mit der Geburt ihres Sohnes David Louis Knie 1999 die achte Generation der Knie-Dynastie begründet. Mitte 2001 kam der Sohn aus der Ehe von Géraldine Katharina (* 1973) und Ivan Pellegrini (* 1971) Ivan Frédéric zur Welt. 2003 heiratete Franco Knie junior (* 1978) die chinesische Artistin Linna Sun (* 1979). Mitte 2006 war die Geburt von Chris Rui. Géraldine heiratete 2009 ihren zweiten Ehemann, den aus Italien stammenden Artisten Maycol Errani. Im März 2011 wurde Tochter Chanel Marie geboren. Im Alter von drei Jahren hatte diese ihren ersten Auftritt in der Circus-Manege. Mit Grossvater Fredy Knie junior durfte sie im 2014 in der Traditionsnummer «Gross und Klein» mitwirken. Louis Knie junior heiratete im 2010 seine zweite Frau Ilona Pistekova (* 1981), eine tschechische Trapez-Artistin; ihr Sohn Loris Franco wurde 2013 geboren. 2017 kam Maycol Knie junior, das zweite gemeinsame Kind von Géraldine Knie und Maycol Errani zur Welt.
Ab 1994 war der kleinwüchsige Clown Spidi (Peter Wetzel) eine Symbolfigur des Circus Knie. Nach seinem Tod 2018 gedachten die Zirkusangehörigen und mehrere hundert Personen seiner in einem Gottesdienst im Zirkuszelt auf der Berner Allmend.
Am 12. März 2020 wurde in Dübendorf die Premiere eines von Rolf Knie inszenierten Circus-Musicals gefeiert, welches die 100-jährige Geschichte des Schweizer Traditionszirkus erzählt.

## Besitzverhältnisse und Leitung
Der Circus Knie sowie Knies Kinderzoo sind im Besitz der Gebrüder Knie, Schweizer National-Circus AG, Rapperswil. Verwaltungsrats-Präsident ist Fredy Knie junior. Hauptaktionäre sind Fredy Knie junior, Franco Knie senior und Rolf Knie.
Die operative Leitung liegt in den Händen der 7. Generation. Géraldine Knie ist die künstlerische Leiterin, Maycol Errani, der zweite Ehemann von Géraldine Knie, ist der technische Leiter, Doris Knie, die Tochter von Franco Knie senior, ist die administrative Leiterin.

## Transport

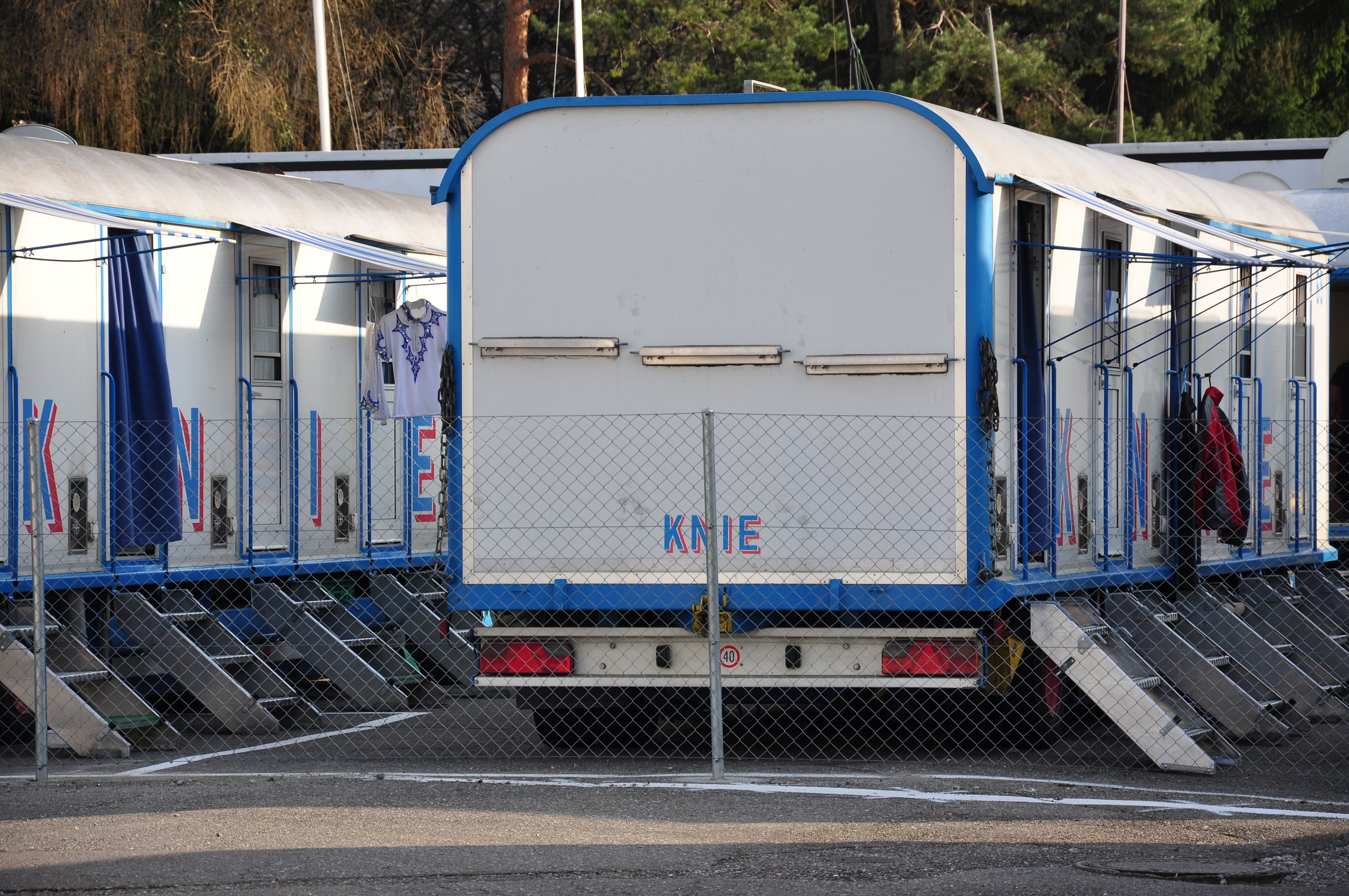
Circus Wohnwagen, März 2011

Der Circus Knie setzte ab den 1920er Jahren auf einen weitgehenden Bahntransport der Wohnwagen der Artisten, Tiertransportwagen, Zeltwagen, Generatorwagen, Verpflegungswagen, Baumaterialien, Bürowagen. Ab 2005 wurden vermehrt Strassentransporte mit neu angeschafften Tiertransportern durchgeführt; nicht jeder Veranstaltungsort ist per Bahn zu erreichen. Nach der Saison 2022 wurde die Zusammenarbeit mit SBB Cargo, gemäss der Linth-Zeitung, komplett eingestellt. Als einziger Zirkus der Schweiz setzte der Circus Knie so lange auf Bahntransporte.

## Knies Kinderzoo

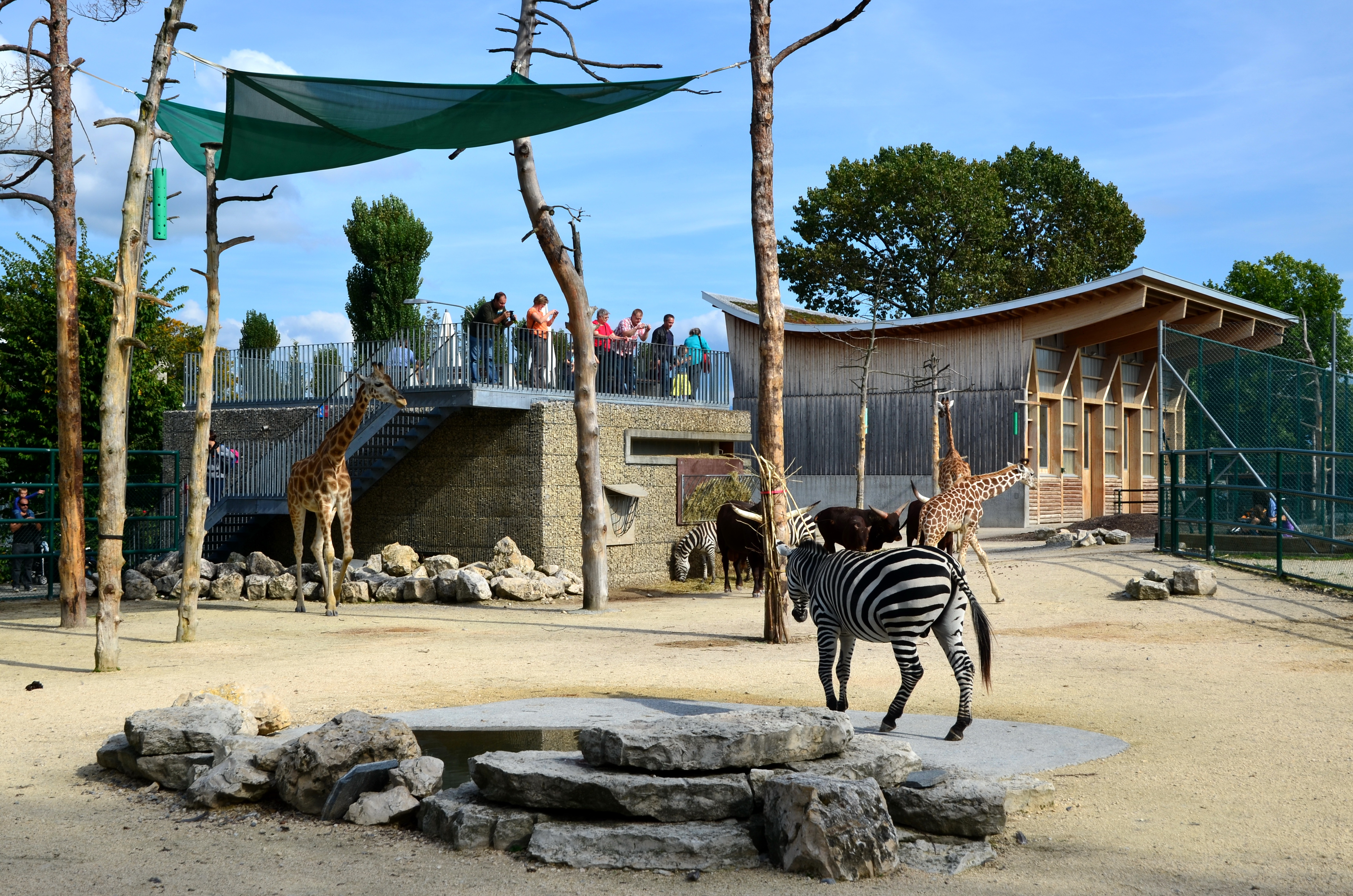
Knies Kinderzoo in Rapperswil

An Pfingsten, am 10. Juni 1962, eröffneten Fredy Knie senior und Rolf Knie senior Knies Kinderzoo in Rapperswil. Dieser lädt jeweils von März bis Oktober zum Besuch ein. Im Unterschied zu anderen Zoos steht der direkte Kontakt mit den über 400 Tieren aus aller Welt im Vordergrund. Ein Teil des Kinderzoos begleitet den Circus Knie als Wanderzoo auf seiner Schweizer Tournee. Benjamin Sinniger führt seit 1. Oktober 2000 zusammen mit Dr. Hanspeter Steinmetz Knies Kinderzoo.

## Tiere im Circus Knie

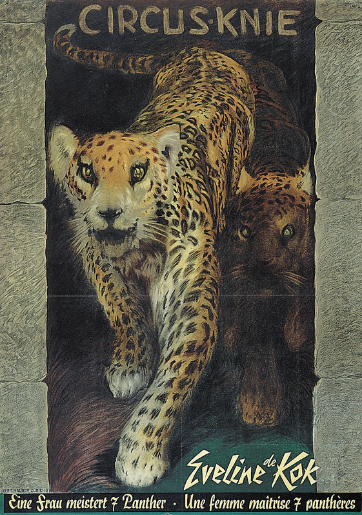
Eveline de Kok und die Panter (1943)

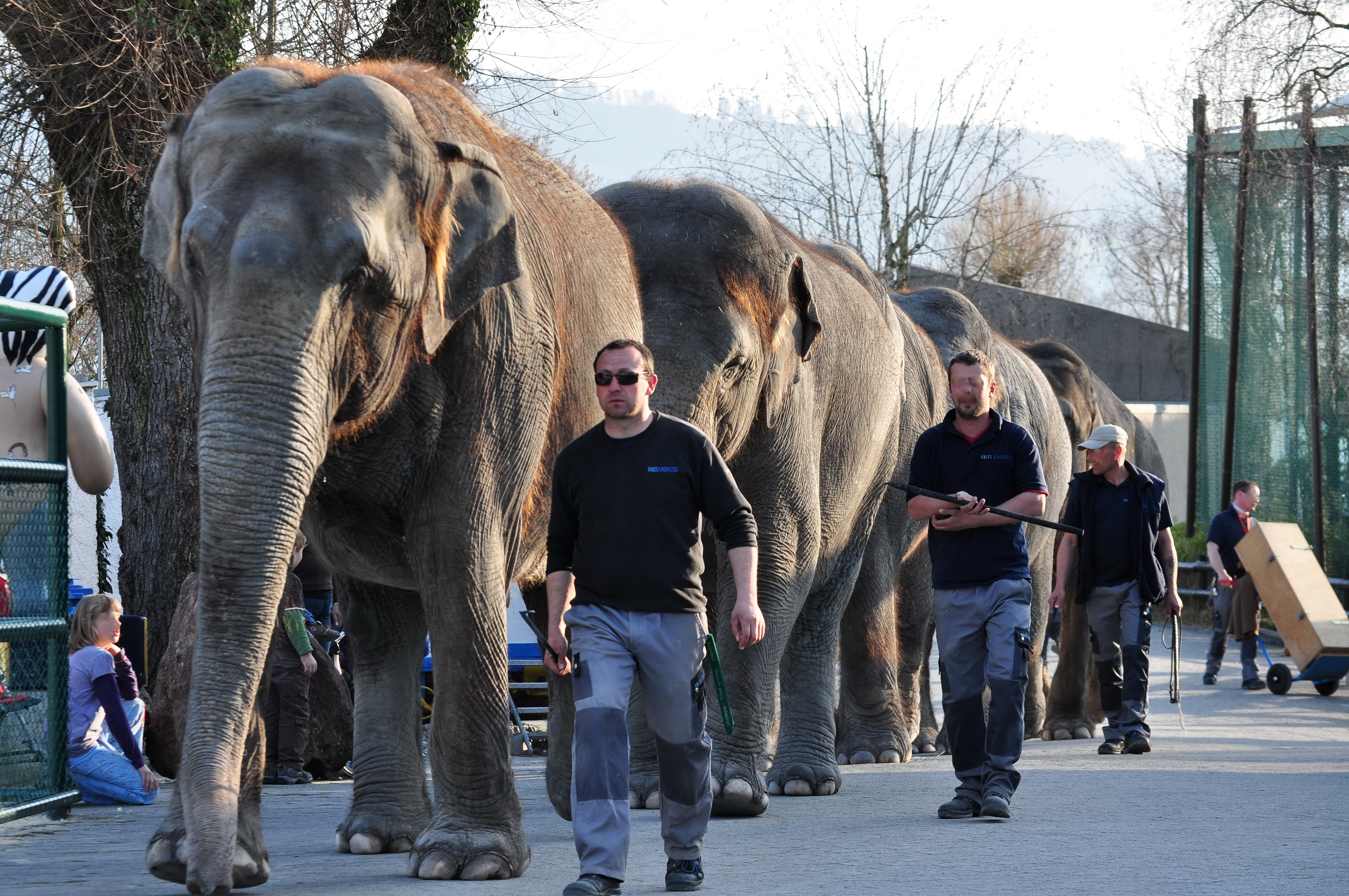
Elefantenspaziergang im Knie’s Kinderzoo 2011

Über 100 Tiere leben und arbeiten im Zirkusbetrieb.

### Im Wandel der Zeit
Im Sommer 2015 sind drei Elefantenweibchen gestorben. Die 53-jährige «Sumatra» eines natürlichen Todes. Wegen eines fortgeschrittenen Krebsleidens mussten die 52-jährige «Siri» und wegen einer Niereninsuffizienz die 54-jährige «Patma» eingeschläfert werden. Die Familie Knie entschied, ab Saison 2016 auf die Elefantennummern zu verzichten. Mit diesem Entscheid wurde eine fast 100-jährige Familientradition beendet. Die Elefanten waren seit den 1920er Jahren fester Bestandteil des Programms. Die beiden Elefantenweibchen «Delhi» und «Ceylon» begleiteten den Circus in der Saison 2016 noch, dürfen aber seither in dem seit März 2015 eröffneten Elefantenpark «Himmapan» in Knies Kinderzoo in Rapperswil verbleiben.

### Tierschutz
Die Haltung der Tiere wird von einigen Tierschützern immer wieder als nicht tiergerecht kritisiert, während andere Tierschutzorganisationen, wie etwa der STS, die Haltung und die Aufführungen als unproblematisch einstufen.

## Völkerschauen im Circus Knie

### Geschichte
Dem Zeitgeist entsprechend, fand die sogenannte «Exotik» ab dem letzten Drittel des 19. Jahrhunderts Eingang in die Zirkusprogramme (siehe auch Exotismus). Grössere Zirkusbetriebe begannen im Begleitprogramm «exotische» Tiere in den Menagerien auszustellen. Wenig später wurden dressierte «exotische» Tiere auch in der Manege gezeigt und avancierten zu einem wichtigen Bestandteil der Zirkusprogramme. Nun konnten die Tiere nicht nur während der Vorstellungen betrachtet werden, sondern auch tagsüber in Tierschauen, die in den Seitenzelten geboten wurden. Doch es sollte nicht bei den Tierschauen bleiben: Ab den 1870er Jahren bis ins 20. Jahrhundert stellten Zirkusbetriebe im Rahmen von Völkerschauen auch Menschen aus fernen Ländern aus.
In den grösseren Schweizer Städten führte der amerikanische Circus Barnum & Bailey um 1900 erstmals Völkerschauen durch, die als sogenannte Sideshows an das Zirkusprogramm in der Manege angegliedert waren. In den Seitenzelten konnte das Publikum nun neben sogenannten Freakshows und Tieren auch Völkerschauen besuchen, in denen Menschen aussereuropäischer Herkunft ausgestellt wurden. Das Geschäftsmodell der Völkerschauen war so erfolgreich, dass auch andere international tourende Zirkusse – wie z. B. der Circus Carl Hagenbeck oder der Circus Sarrasani – in der Schweiz Völkerschauen darboten.
Der Circus Knie stieg etwas später in das lukrative Geschäft der Völkerschauen ein und hatte zwischen 1927 und 1964 Schauen im Programm. Er rekrutierte die ausgestellten Menschen nicht selbst, sondern nahm sie bei Völkerschau-Organisatoren unter Vertrag. Insgesamt sind 19 verschiedene Völkerschauen belegt, die von Circus Knie auch explizit als solche bezeichnet wurden. Mit Ausnahme der Kriegsjahre führte der Circus Knie beinahe jährlich Völkerschauen durch und tourte damit durch die ganze Schweiz. Im Gegensatz zu den grösseren Zirkusbetrieben bespielte Knie auch kleinere Schweizer Ortschaften und trug dadurch die Völkerschauen in ländliche Regionen, die von anderen Zirkussen bis dahin nicht bedient worden waren.
In den meisten europäischen Ländern wurden die Völkerschauen in der Regel nach dem Zweiten Weltkrieg eingestellt. In der Schweiz zeigte der Zoo Basel seine letzte Völkerschau 1935. Circus Knie hingegen führte bis in die 1960er Jahre Völkerschauen durch. Warum der Zirkus so lange an den Völkerschauen festhielt, hat laut der Autorin und Journalistin Rea Brändle kommerzielle Gründe: So war die Durchführung einer Völkerschau billiger als der Unterhalt von Tieren, die ebenfalls in den Seitenzelten ausgestellt wurden. Für den Besuch von Völkerschauen war das Publikum ausserdem gewillt Eintritt zu bezahlen. Die Völkerschauen schienen also einen lukrativen Geschäftszweig darzustellen, der zusätzlich zum Kartenverkauf für die Zirkusvorstellungen Einnahmen generierte.
Warum der Circus Knie die Völkerschauen nach 1964 einstellte, ist nicht belegt. Es gab keine offizielle Kritik oder Proteste, die das Ende der Völkerschauen beim Circus Knie herbeigeführt hätten. Eine Begründung könnte im schwindenden Interesse des Publikums zu finden sein, das nun durch Fernseher, Radio und Reisen Zugang zu anderen Ländern und Kulturen erhielt. Zudem bestanden kaum noch Truppen, die für Völkerschauen rekrutiert werden konnten.

### Knies erste Völkerschau
Seine erste Völkerschau kaufte der Circus Knie «als annex an die Tierschau» bei John Hagenbeck ein und zeigte sie 1927 von April bis November ganze vierundzwanzig Mal in verschiedenen Schweizer Städten. Diese sogenannte Indien-Schau bestand aus fünfzehn Personen aus Ceylon und anderen indischen Provinzen. Täglich fanden fünf Völkerschau-Vorstellungen in einem kleinen Seitenzelt statt, bei denen das Publikum den Indischen Handwerkern (Messingschmiede, Töpfer) zuschauen konnte und «Indische Zauberer, Schlangenbeschwörer, Tempeltänzer, Guaratis, Teufelstänzer» kleine Kunststücke vorführten. Zusätzlich wirkten die Völkerschau-Teilnehmenden in der Manege als Artisten in der mehrteiligen Pantomime Ein Fest am Hof des Maharadjas von Seidpour mit. Die Zirkusnummer wurde von einem pompösen Einzug eröffnet, der sich aus einem indischen Herrscher, seinen Gästen, seiner Gefolgschaft, den Untertanen und einer Tierkarawane zusammensetzte. An der Pantomime wirkten ungefähr 50 Personen mit, wobei die Völkerschau-Teilnehmenden die ihnen zugeschriebenen Spezialitäten wie Stocktänze oder Bambusstangenakrobatik vorführten.
Wie bei den meisten Völkerschauen wurden bei Circus Knie Menschen aus Ländern ausgestellt, die sich unter dem Aspekt des «Exotischen» gut vermarkten liessen oder es wurden Motive von Abenteuerromanen aufgriffen, mit denen bereits Karl May grosse Erfolge feiern konnte. Zudem musste sich die Kultur, aus denen die Menschen stammten, von der hiesigen unterscheiden und sich für eine «packende Inszenierung» eignen. «Malerische nordafrikanische Dörfer, indische Gaukler und Tempeltänzerinnen, wilde afrikanische Krieger, prachtvolle Maharadschas [...]» sollten dem Publikum einen romantischen Ausflug in eine fremde Welt ermöglichen und sie ab und zu auch angenehm erschauern lassen. So stellte Circus Knie in seinen Seitenzelten Menschen aus unterschiedlichen Regionen Indiens, verschiedenen Afrikanischen Ländern sowie Native Americans, Inuit und auch kleinwüchsige Menschen aus. Dabei spielte es keine Rolle, ob die Menschen tatsächlich aus den ihnen zugeschriebenen Ländern stammten. Solange sie sich publikumswirksam inszenieren liessen und die Illusion einer fremden Welt aufrechterhalten werden konnte, spielte ihre eigentliche Herkunft keine Rolle.

### Auflistung von Knies Völkerschauen
Die folgende Auflistung enthält die Auflistung aller Völkerschauen, die vom Circus Knie zwischen 1927 und 1964 in der ganzen Schweiz aufgeführt wurden. Viele der Völkerschauen tragen Titel mit rassistischen Ausdrücken, die heute nicht mehr verwendet werden.
| Jahr | Originale Titel und Bezeichnungen der Knie-Völkerschauen |
| ---- | --- |
| 1927 | Hagenbeck’s Indienschau |
| 1928 | Ägypten und seine Rätsel, Truppen Fahmy Ezzat und Prinz Hessen Mohamed |
| 1929 | Völker-Schau von Indern und Afrikanern |
| 1931 | Mohawk-Indianer |
| 1933 | Sioux-Indianer in ihren heimatlichen Sitten und Gebräuchen wie Waffenspiele, Tänze, Lasso und Bogenschiesskunst                                                                                         |
| 1934 | Mohammedander, Inder, Afrikaner, Fakire, mit Schlangentänzen, Götzen- und Tempelrhythmen, heimatlichen Sitten und Gebräuchen                                                                            |
| 1935 | Original-Indien-Schau, fünfzig Personen (Männer, Frauen und Kinder), Töpfer, Elfenbeinschnitzer, Messingarbeiter, Weber, Faikre, Schlangenbeschwörer, Gaukler und Yogi, Kinder in indischer Schulstunde |
| 1936 | Menagerie und Abessinier-Gauklerschau |
| 1937 | Liliputaner |
| 1938 | Indianerschau, halbstündliche Vorführungen mit Tänzen, Gesängen und Kunststücken wie Lasso- und Tomahawkwerfen                                                                                          |
| 1939 | Eskimodorf, Exoten- und Raubtierschau, acht Personen (Männer, Frauen und Kinder), verschiedene Kunststücke, vorgeführt von einer Albino-Truppe                                                          |
| 1947 | Knies Völkerschau. Inder aus dem Elefanten-Reservat Ceylon in ihren Volksbräuchen, acht Erwachsene |
| 1949 | Liliputaner |
| 1950 | Sudanesen-Völkerschau, zwölf Männer, zwei Frauen und ein Kind |
| 1955 | Afrika ruft, Sitten- und Völkerschau, N**** aus dem Sudan, sechs Männer, drei Frauen, zwei Kinder |
| 1956 | Knies Zoo- und Völkerschau, indische Tempeltänzer und Yogis |
| 1957 | Der Krokodilbeschwörer vom Niltal und Schlangentänze |
| 1958 | Indianerüberfall, drei Männer, zwei Frauen, zwei Kinder |
| 1959 | Originaltänze aus dem Gebiet der Goldküste, vier Männer und zwei Jugendliche |
| 1960 | Afrika, Tier- und Völkerschau, sieben Personen (fünf Erwachsene, zwei Jugendliche) |
| 1964 | Marokkanische Handwerker, zwölf Männer |

### Aufarbeitung

#### Aufarbeitung von aussen
Zur Zeit der Völkerschauen wurde Circus Knie in der Öffentlichkeit oder von der Presse nicht für seine Völkerschauen kritisiert. Bis heute ist im öffentlichen Bewusstsein in der Schweiz kaum bekannt, dass Circus Knie bis in die 1960er Jahre Menschen im Rahmen von Völkerschauen ausstellte, obwohl durch die Publikationen der Journalistin und Autorin Rea Brändle die Aufarbeitung der Völkerschauen in der Schweiz in den 1990er Jahren in Gang gesetzt wurde.
Rea Brändles Buch Wilfremd, hautnah. Zürcher Völkerschauen und ihre Schauplätze 1835–1964 von 1995 ist das erste und einzige Buch, das sich mit den Völkerschauen im Raum Zürich befasst. Die erweiterte Neuauflage von 2013 setzt sich vertieft mit den Völkerschauen von Circus Knie und mit dem Themenkomplex Zirkus-Völkerschauen auseinander und spätestens seit diesem Zeitpunkt ist bekannt, dass Circus Knie Völkerschauen durchgeführt hat. 2023 ist postum ihr Buch Wilde, die sich hier sehen lassen. Jahrmarkt, frühe Völkerschauen und Schaustellerei erschienen, in dessen Anhang alle belegten Völkerschauen von Circus Knie detailliert und chronologisch aufgelistet sind. Insbesondere seit der Neuauflage von Wildfremd, hautnah im Jahre 2013 haben verschiedene Medien sich wiederholt mit Knies Völkerschauen befasst und in zahlreichen Artikeln darüber berichtet.
Aufarbeitung durch den Circus Knie
Bis heute hat der Circus Knie seine Völkerschauen-Vergangenheit nicht aufgearbeitet. So erwähnt das Knie-Musical, das Rolf Knie anlässlich des 100-jährigen Jubiläums geschrieben hat, zwar problematische Ereignisse wie die Begegnung der Familie Knie mit Adolf Hitler, thematisiert die Völkerschauen aber mit keinem Wort. Als er 2019 in einem Interview mit der Berner Zeitung BZ gefragt wurde, ob er das dunkle Kapitel der Völkerschauen im Musical aufgreifen werde, antwortete Rolf Knie: «Wie kommen Sie darauf, dies ein dunkles Kapitel zu nennen?» Er könne sich insbesondere an die Marokkaner erinnern, die Teil einer Völkerschau beim Knie waren: «Als Kind verbrachte ich oft Zeit mit ihnen. Nachkommen dieser liebenswürdigen Menschen arbeiten heute noch im Circus Knie. Unsere marokkanischen Mitarbeiter hatten während langer Zeit ein sicheres Einkommen, das sie monatlich nach Hause an ihre Familie schicken konnten.» Zudem hätten sie durch die Völkerschau dem schweizerischen Publikum ihre Kultur, ihr Handwerk und ihre Bräuche vermitteln können. Hier wird im Namen der interkulturellen Begegnung das Gefälle, das zwischen den ausgestellten Menschen und dem Publikum bestand, verharmlost.
Auch die beiden Jubiläumsbücher aus den Jahren 2018 und 2019 beschäftigen sich nur oberflächlich und beschönigend mit den Völkerschauen. Im Kapitel Die afrikanischen Freunde des Jubiläumsbuchs von 2018 werden die Völkerschauen folgendermassen eingeleitet: «Der Zirkus erfüllte in der Vergangenheit auch eine pädagogische Pflicht – aus heutiger Warte politisch höchst unkorrekt. Trotzdem bot er vielen Marokkanern eine einmalige Chance.» Weiter wird festgehalten, dass der Circus Knie mit den Völkerschauen das Interesse des Publikums befriedigte und ihm durch die Schauen das Tor zur grossen weiten Welt geöffnet habe. Der restliche Teil des Kapitels befasst sich mit den Zirkusarbeitern aus Marokko, die im Circus Knie seit Generationen als Tierpfleger, Platzanzweiser oder Hilfskräfte tätig sind; das aus heutiger Perspektive problematische Ausstellen von Menschen wird nicht weiter thematisiert.
Die oben zitierten Aussagen von Rolf Knie sowie die Ausschnitte aus dem Jubiläumsbuch verdeutlichen, dass das Zirkusunternehmen die Auseinandersetzung mit seiner Völkerschauen-Vergangenheit vermeidet. Circus Knie hat mit der Durchführung inklusive der öffentlichen Bewerbung der Völkerschauen zur Formierung, Verbreitung und Verfestigung rassistischer und stereotyper Bilder beigetragen, deren Auswirkungen bis heute spürbar sind. Als National-Circus, der heute als Schweizerisches Kulturerbe betrachtet wird und als Institution, die in der Schweiz die meisten Völkerschauen durchgeführt hat, wäre eine Beschäftigung mit dem Thema im Zuge der Aufarbeitung Schweizer Kolonialgeschichte dringend notwendig. Dadurch könnten auch neue Erkenntnisse zu den konkreten Anstellungsbedingungen, der Herkunft und den persönlichen Erfahrungen der Völkerschau-Teilnehmenden gewonnen werden – Themen, die bis heute nicht ausreichend erforscht sind.

### Weiterführende Quellen
- Pascal Blanchard [et al.] (hrsg.): Human zoos: science and spectacle in the age of colonial empires. Liverpool university press, Liverpool 2008, ISBN 978-1-84631-123-9
- Rea Brändle: Wildfremd, hautnah: Zürcher Völkerschauen und ihre Schauplätze 1835–1964. Erweiterte Neuausgabe. Rotpunktverlag, Zürich 2013, ISBN 978-3-85869-561-1
- Rea Brändle: «Wilde, die sich hier sehen lassen»: Jahrmarkt, frühe Völkerschauen und Schaustellerei. Chronos, Zürich 2023, ISBN 978-3-0340-1707-7.
- Yaël Debelle: Als die Zoos noch Menschen ausstellten. In: Der Beobachter, 25/2018.
- Anne Dreesbach: Gezähmte Wilde: die Zurschaustellung «exotischer» Menschen in Deutschland 1870–1940. Frankfurt am Main/New York 2005, ISBN 3-593-37732-2.
- Tabitha Eberli-Zurbrügg: Kein dunkles Kapitel. Die in Vergessenheit geratenen Völkerschauen des Circus Knie – Ein Einblick in Presse-Reaktionen und die Knie-interne Rezeption auf die zwischen 1927 und 1964 durchgeführten Völkerschauen des Circus Knie. Seminararbeit, Universität Bern 2021 [unveröffentlicht].
- Rahel Haag: Ausgestellt, begafft und vorgeführt. In: St. Galler Tagblatt. 13. Dezember 2013.
- Urs Hafner: Völkerschau: Als der Zirkus Knie Menschen ausstellte. In: Neue Zürcher Zeitung. 21. Februar 2024, ISSN 0376-6829.
- Daniela Janser: Überreizt und abgestumpft. In: WOZ, Nr. 39–28. September 2023.
- Kollektiv Vo Da: «Völkerschauen» in der Schweiz. In: Vo Da. 2. Oktober 2020.
- Thomas Renggli: 100 Jahre Knie. Die Schweizer Zirkusdynastie. Eine Familiensaga. Olten 2018.
- Celestina Widmer: Zwischen Authentizitätsdiskurs und «exotischem» Spektakel: Die Völkerschauen im Zirkus Knie. Hochschulschrift, Universität Freiburg (CH) 2021.

## Auszeichnungen
- Preis für die Zwei-Mehrsprachigkeit 2011. Verliehen durch das Forum für die Zweisprachigkeit.(de)[58] (fr)[59]
- 2023: «Prix de Joie», verliehen durch DAS ZELT.

## Bildergalerie

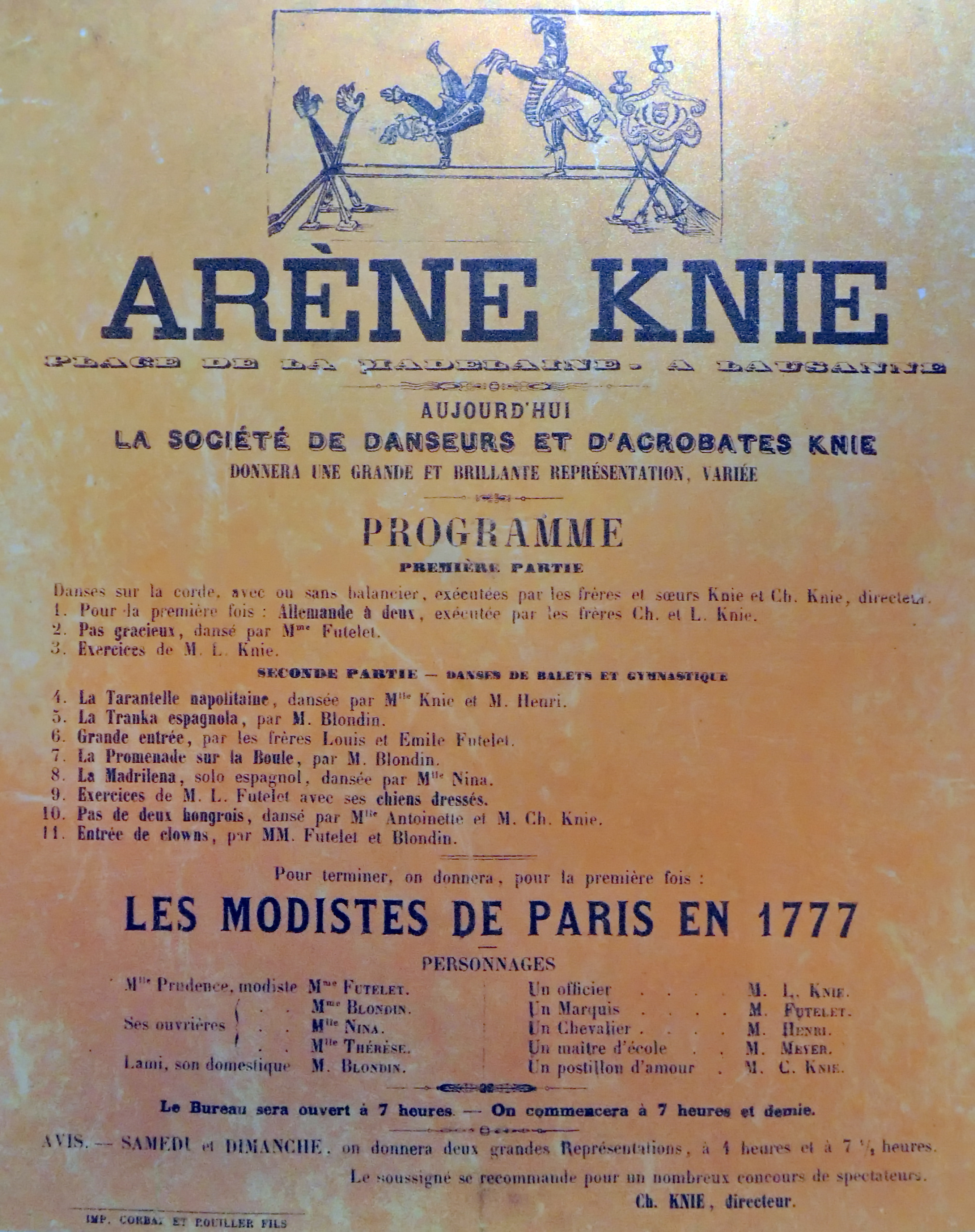
Plakat anlässlich eines Auftritts 1860 in Lausanne
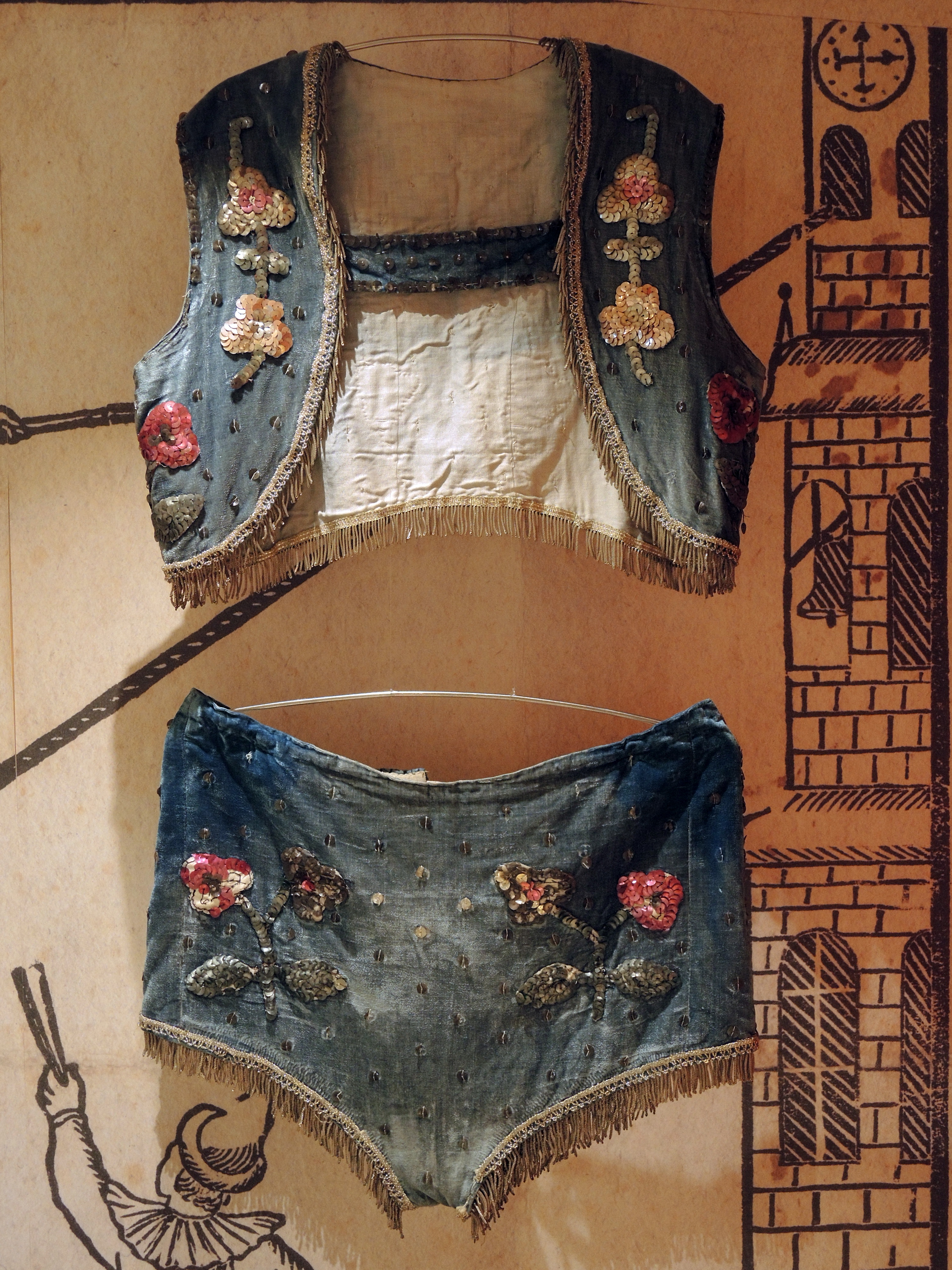
Hochseil-Kostüm, getragen von den Gebrüdern Friedrich, Rudolf, Karl und Eugen Knie, um 1910, Stadtmuseum Rapperswil
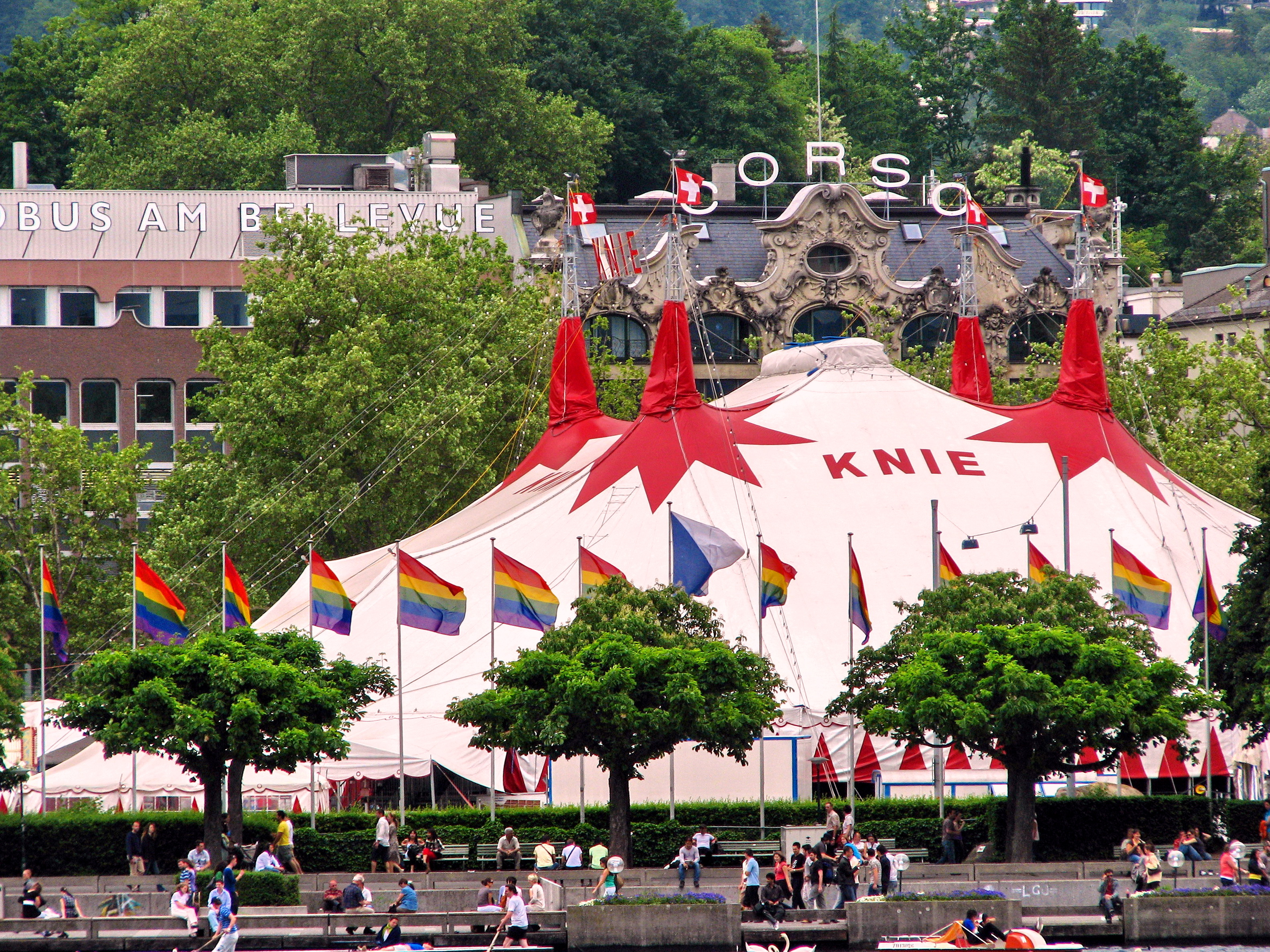
Circus Knie auf dem Sechseläutenplatz in Zürich, 2009
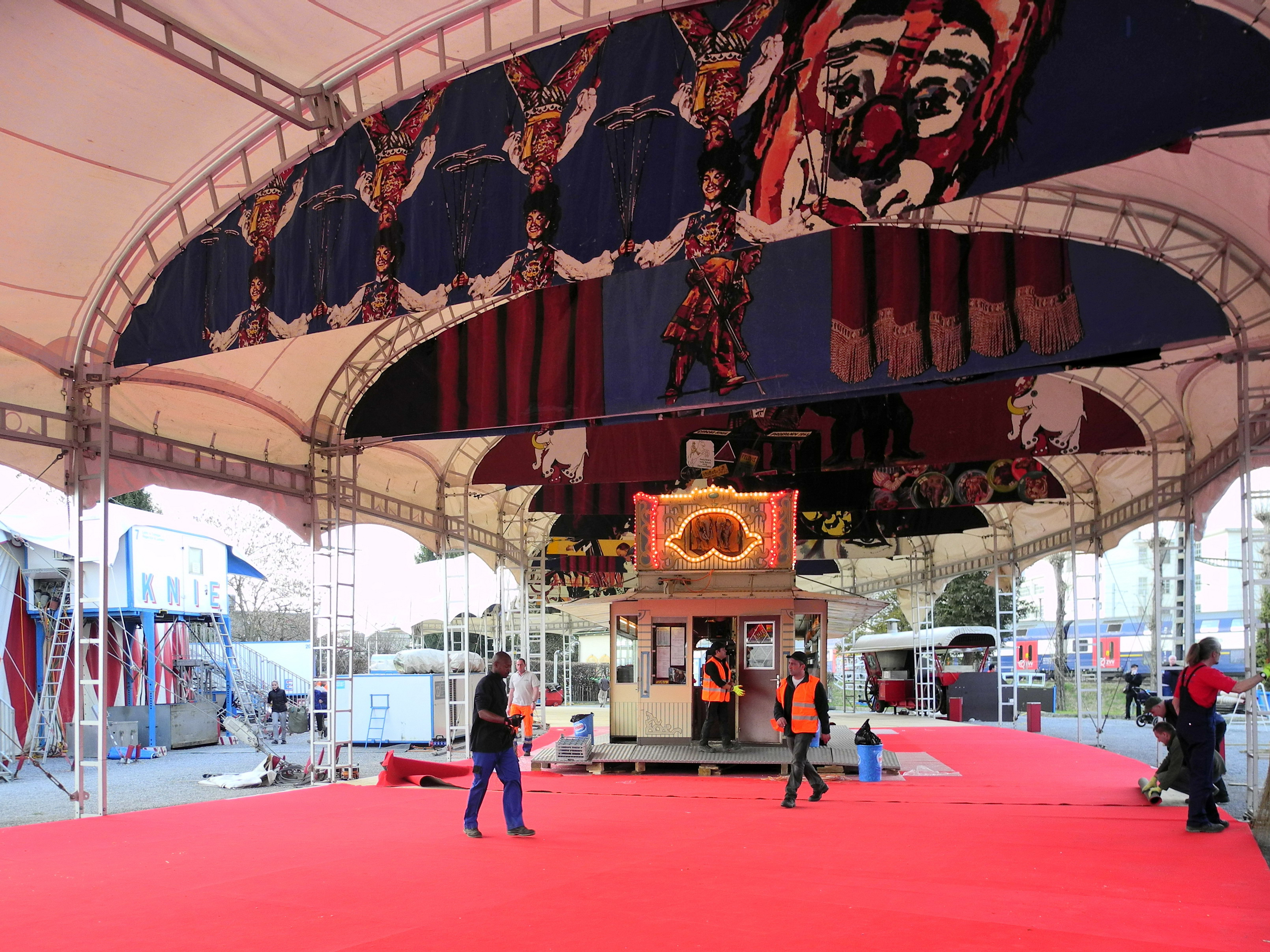
Aufbau in Rapperswil, März 2012

## Dokufiktion
- Dynastie Knie – 100 Jahre Nationalcircus. SRF, 2019 (Teil 1, Teil 2).